# Erioptera horii
Erioptera horii är en tvåvingeart som beskrevs av Alexander 1924. Erioptera horii ingår i släktet Erioptera och familjen småharkrankar. Inga underarter finns listade i Catalogue of Life.